# 奥怀希河
奥怀希河（英語：Owyhee River）位于美国西部，是哥伦比亚河水系斯内克河的一条支流。发源于内华达州东北部埃尔科县，向北流经爱达华州、俄勒冈州，在俄勒冈州的尼萨以南约8公里处注入斯内克河。全长557公里，流域面积28,620平方公里。